# Svend Blach
Niels Svend Blach (født 6. december 1893 i København, død 10. december 1979 i København) var en dansk hockeyspiller, som vandt en olympisk sølvmedalje i hockey under OL 1920 i Antwerpen. Han var med på det danske hold, som endte på andenpladsen i hockeyturneringen efter Storbritannien. Med på holdet var også hans bror, Ejvind Blach.
Svend Blach spillede for Københavns Hockeyklub. Han kom fra en hockeyfamilie; ud over Ejvind spillede også broren Arne Blach hockey og deltog ved OL 1928 og 1936, ligesom Arnes søn (Svends nevø) Preben Blach var med på landsholdet ved OL 1948.